# Rypticus bornoi
Rypticus bornoi is een straalvinnige vissensoort uit de familie van zaag- of zeebaarzen (Serranidae). De wetenschappelijke naam van de soort werd voor het eerst geldig gepubliceerd in 1928 door Beebe & Tee-Van.